# Кокура
Кокура (на японски: 小倉市) е бивш град в Япония, в източната част на префектурата Фукуока. На 2 октомври 1963 година Кокура се обединява с няколко съседни града и в резултат на сливането е образуван град Китакюшу.
Кокура е бил пристанищен град. Основан е през 1602 година. През 1945 г. в края на Втората световна война, командването на въоръжените сили на САЩ избира Кокура като цел на нанасяне на ядерния удар, заедно с Хирошима. Лошото време и пожари правят ограничена видимостта и американците бомбардират алтернативната цел - Нагасаки.